# Носиківка
 Носиківка— село в Україні, у Шаргородській міській громаді Жмеринського району Вінницької області. Населення становить 924 особи.

## Історія
12 червня 2020 року відповідно до Розпорядження Кабінету Міністрів України № 707-р «Про визначення адміністративних центрів та затвердження територій територіальних громад Вінницької області» увійшло до складу Шаргородської міської громади.
19 липня 2020 року, в результаті адміністративно-територіальної реформи та ліквідації Шаргородського району, село увійшло до складу Жмеринського району Вінницької області.

## Географія
У селі річка Мушкатівка впадає у Мурашку, ліву притоку Мурафи.

### Клімат
| Клімат Носиківки          | Клімат Носиківки | Клімат Носиківки | Клімат Носиківки | Клімат Носиківки | Клімат Носиківки | Клімат Носиківки | Клімат Носиківки | Клімат Носиківки | Клімат Носиківки | Клімат Носиківки | Клімат Носиківки | Клімат Носиківки | Клімат Носиківки |
| Показник                  | Січ.             | Лют.             | Бер.             | Квіт.            | Трав.            | Черв.            | Лип.             | Серп.            | Вер.             | Жовт.            | Лист.            | Груд.            | Рік              |
| Середній максимум, °C     | −1,8             | −0,2             | 5,0              | 13,9             | 20,2             | 23,3             | 24,5             | 24,2             | 20,0             | 13,2             | 5,6              | 0,7              | 12               |
| Середня температура, °C   | −5               | −3,6             | 1,1              | 8,8              | 14,6             | 17,9             | 19,1             | 18,6             | 14,5             | 8,6              | 2,7              | −2               | 7                |
| Середній мінімум, °C      | −8,2             | −6,9             | −2,7             | 3,8              | 9,1              | 12,5             | 13,8             | 13,0             | 9,1              | 4,1              | −0,2             | −4,6             | 3                |
| Норма опадів, мм          | 34               | 33               | 30               | 49               | 66               | 96               | 93               | 61               | 49               | 32               | 38               | 40               | 621              |
| ------------------------- | ---------------- | ---------------- | ---------------- | ---------------- | ---------------- | ---------------- | ---------------- | ---------------- | ---------------- | ---------------- | ---------------- | ---------------- | ---------------- |
| Джерело: climate-data.org |                  |                  |                  |                  |                  |                  |                  |                  |                  |                  |                  |                  |                  |

## Відомі люди
- Деркач Марія Іванівна (14.04.1930 — 14.01.1995 р.р.) — самобутня художниця, твори якої виставлялись в Нью-Йорку, Парижі.
- Видиш Ганна Юхимівна (14.11.1925 — 01.01.1993 р.р.) — Герой Соціалістичної Праці з врученням Золотої зірки та ордена Леніна.
- Копецький Чеслав Васильович (01.03.1932 — 27.01.1988), академік, член-кореспондент АН СРСР.
- Прилуцький Юрій Іванович (нар. 1965) — доктор фізико-математичних наук, професор біофізики, фахівець в царині нанобіотехнологій.